# Колін Кемпбелл, 1-й граф Аргайл

Герб вождів клану Кемпбелл – графів Аргайл.

Колін Кемпбелл (англ. - Colin Campbell) (біля 1433 – 10 травня 1493) – І граф Аргайл, шотландський барон, вождь клану Кемпбелл, граф (з 1457 року), лорд-канцлер Шотландії в 1483 – 1493 роках, боровся за підпорядкування шотландських кланів Хайленду владі короля Шотландії.

## Життєпис
Колін Кемпбелл був сином Гіллеспіка (Арчібальда) Кемпбелла - майстра Кампбелла та Елізабет Сомервіль. Його дід – Дункан Кемпбелл Ловох – І лорд Кемпбелл був одружений з Мерджорі Стюарт – дочкою Роберта Стюарта, герцога Олбані. Колін Кемпбелл активно підтримував короля Шотландії Якова II в його боротьбі з вождями шотландських кланів. За це він отримав від короля титул графа Аргайл. Після смерті короля Якова II був у складі спілки «Молодих лордів», які підтримали королеву Марію Гелдернську в її боротьбі з Радою Регентів. Колін Кемпбелл отримав важливі посади в Шотландії в період правління короля Якова III та Якова IV. У 1464 році він отримав посаду управляючого майном короля, ввійшов до королівської ради, у 1483 – 1493 роках з невеликою перервою в 1488 році обіймав посаду канцлера Шотландії.
У ті часи влада короля Шотландії в гірській частині Шотландії та на Гебридських островах була номінальною. Клани були практично незалежні, постійно воювали між собою за землю і стада худоби. Колін Кемпбелл почав проводити жорстку політику підпорядкування кланів владі короля. Це викликало спротив кланів, особливо клану МакДональд – одного з наймогутніших шотландських кланів Хайленду. Колін Кембелл постійно втручався у війни кланів, постійно посилюючи свою владу в Хайленді. Колін Кемпбелл віддав свою дочку заміж за Ангуса Ога – сина лорда Островів – лідера низки гірських кланів. І в той же час Колін Кемпбелл наддав допомогу Джону МакДональду, що боровся з Ангусом Огом за владу в гірській Шотландії. Після битви між МакДональдами в «Кривавій бухті» в 1481 році Колін Кемпбелл захопив Дональда Дуфа – неповнолітнього сина та спадкоємця Ангуса Ога і цим забезпечити собі частковий контроль над гірськими кланами. Через 20 років звільнення Дональда перетвориться на потужне повстання кланів проти влади короля. 
У 1482 році спалахнув Заколот Лодер. Колін Кемпбелл очолив групу «поміркованих роялістів», що намагались досягти компромісу між королем та повсталими вождями кланів. Він пішов на переговори з герцогом Олбані, але коли довідався про його претензії на корону Шотландії, відмовився ввійти до його уряду. Завдяки Коліну Кемпбеллу та клану Кемпбелл король Яків III поступово почав відновлювати свою владу. У 1483 році заколот був придушений. Герцог Олбані втік з Шотландії, частину його володінь отримав клан Кемпбелл. 
У 1488 році Колін Кемпбелл був усунутий з посади канцлера Шотландії  за те, що зблизився з принцом Яковом – спадкоємцем пристолу. Але після того, як Яків IV зійшов на трон короля Шотландії, Колін Кемпбелл був відновлений на всіх посадах і до кінця життя був однією з головних фігур шотландської політики. 

## Шлюб та діти
Колін Кемпбелл одружився з Ізабель Стюарт - дочкою Джона Стюарта – II лорда Лорн в 1465 році. У них були діти: 
- Арчібальд Кемпбелл – II граф Аргайл
- Томас Кемпбелл
- Маргарет Кемпбелл - вийшла заміж за Джорджа Сетона - IV лорда Сетона
- Ізабель Кемпбелл – одружилася з Вільямом Драммондом – майстром Драммонд, сином Джона Драммонда – І лорд Драммонд
- Мері Кемпбелл – одружилась з Енгусом Огом – сином лорда Островів
- Гелен Кемпбелл – одружилась з Х'ю Монтгомері – І графом Еглінтон
- Елізабет Кемпбелл – одружилась з Джоном Оліфант – II лордом Оліфант
- Кетрін Кемпбелл – одружилась з Лахланом Огом МакЛіном